# Plestiodon finitimus
Espèce
Plestiodon finitimus est une espèce de sauriens de la famille des Scincidae.

## Répartition
Cette espèce est endémique du Japon. Elle se rencontre à Honshū et à Hokkaidō.

## Publication originale
- Okamoto & Hikida, 2012 : A new cryptic species allied to Plestiodon japonicus (Peters, 1864) (Squamata: Scincidae) from eastern Japan, and diagnoses of the new species and two parapatric congeners based on morphology and DNA barcode. Zootaxa, no 3436, p. 1–23.